# Bernhard Wolff
Bernhard Wolff (Berlin, 1811. március 3. – Berlin, 1879. május 11.) német sajtóvállalkozó, a ma is működő Deutsche Presse-Agentur (dpa) hírügynökség elődje, a Wolff'sches Telegraphische Bureau alapítója.

## Élete
Bernhard Wolff egy zsidó bankár második fiaként született Berlinben. A Vossische Zeitung szerkesztője volt, majd 1848-ban megalapította az 1938-ig működő National Zeitung című lapot.
1849-ben elindította hírügynökségi vállalkozását, a Wolff'sches Telegraphische Bureau-t, amely a három nagy európai hírszolgálat egyikévé vált az Agence Havas és a Reuters mellett az évek során. Érdekesség, hogy Wolff egy ideig az Agence Havas munkatársa volt.

## Fordítás
- Ez a szócikk részben vagy egészben  a   Bernhard Wolff című angol Wikipédia-szócikk fordításán alapul.  Az eredeti cikk szerkesztőit annak laptörténete sorolja fel. Ez a jelzés csupán a megfogalmazás eredetét és a szerzői jogokat jelzi, nem szolgál a cikkben szereplő információk forrásmegjelöléseként.

## Külső hivatkozások
- A dpa honlapja